# SN 1994J
SN 1994J – supernowa typu Ia odkryta 5 marca 1994 roku w galaktyce PGC0029040. W momencie odkrycia miała maksymalną jasność 19,00m.